# Martina Trevisan
Martina Trevisan ([marˈtiːna ˈtreːvizan]; Florence, 3 november 1993) is een tennisspeelster uit Italië. Trevisan begon op vijfjarige leeftijd met het spelen van tennis. Haar favoriete ondergrond is hardcourt. Zij speelt linkshandig en heeft een tweehandige backhand. Zij is actief in het internationale tennis sinds 2008.

## Loopbaan
Trevisan komt sinds 2017 uit voor Italië op de Fed Cup. Datzelfde jaar speelde zij in Gstaad haar eerste WTA-toernooi.
In 2020 had Trevisan haar grandslamdebuut op het Australian Open. Op Roland Garros 2020 bereikte zij de kwartfinale – als kwalificante versloeg zij achtereenvolgens Camila Giorgi, Cori Gauff, Maria Sakkari en de als vijfde geplaatste Kiki Bertens. Daardoor kwam zij binnen in de top 100 van de wereldranglijst. In augustus bereikte zij voor het eerst de finale van een WTA-toernooi, op het dubbelspel van het toernooi van Palermo samen met landgenote Elisabetta Cocciaretto – de titel ging naar de Nederlandse Arantxa Rus en Tamara Zidanšek uit Slovenië.
In 2021 bereikte Trevisan ook in het enkelspel een WTA-finale, op het toernooi van Karlsruhe, waar de Egyptische Mayar Sherif de titel opeiste.
In 2022 won zij haar eerste WTA-enkelspeltitel in Rabat, waar zij in de finale zegevierde over de Amerikaanse Claire Liu. Aansluitend bereikte zij op Roland Garros de halve finale in het enkelspel, haar beste grandslamresultaat op dat moment. Daarmee kwam zij binnen op de top 30 van de wereldranglijst.
In april 2023 haakte Trevisan nipt aan bij de top 20.
Op het WTA 125-toernooi van Båstad 2024 won Trevisan haar tweede WTA-titel – in de finale versloeg zij de Amerikaanse Ann Li

### Tennis in teamverband
In de periode 2017–2023 maakte Trevisan deel uit van het Italiaanse Fed Cup-team – zij behaalde daar een winst/verlies-balans van 11–7.

## Persoonlijk
Martina Trevisan is de dochter van voetballer (Serie B) Claudio Trevisan. Haar vier jaar oudere broer Matteo Trevisan speelde tot en met 2017 ook tennis – hij won de juniordubbelspeltitel op Wimbledon 2007.

## Posities op deWTA-ranglijst
Positie per einde seizoen:
| jaar | rang enkelspel | rang dubbelspel |
| ---- | -------------- | --------------- |
| 2008 | 1011           | –               |
| 2009 | 694            | –               |
|      |                |                 |
| 2014 | 590            | –               |
| 2015 | 365            | 931             |
| 2016 | 236            | –               |
| 2017 | 202            | 313             |
| 2018 | 195            | 480             |
| 2019 | 153            | 1380            |
| 2020 | 84             | 391             |
| 2021 | 113            | 186             |
| 2022 | 28             | 244             |
| 2023 | 43             | 390             |

## Palmares
| Legenda                 |
| ----------------------- |
| Grandslamtoernooi       |
| Olympische Spelen       |
| Year-End Championships  |
| Premier Mandatory       |
| Premier Five / WTA 1000 |
| Premier / WTA 500       |
| International / WTA 250 |
| Challenger / WTA 125    |

### WTA-finaleplaatsen enkelspel
| nr.              | finale     | toernooi      | ondergrond | tegenstandster | score    |         |
| ---------------- | ---------- | ------------- | ---------- | -------------- | -------- | ------- |
| gewonnen finales |            |               |            |                |          |         |
| 1.               | 2022-05-21 | WTA Rabat     | gravel     | Claire Liu     | 6-2, 6-1 | details |
| 2.               | 2024-07-14 | WTA Båstad    | gravel     | Ann Li         | 6-2, 6-2 | details |
| verloren finales |            |               |            |                |          |         |
| 1.               | 2021-09-12 | WTA Karlsruhe | gravel     | Mayar Sherif   | 3-6, 2-6 | details |

### WTA-finaleplaatsen vrouwendubbelspel
| nr.              | finale     | toernooi    | ondergrond | partner                | tegenstandsters             | score    |         |
| ---------------- | ---------- | ----------- | ---------- | ---------------------- | --------------------------- | -------- | ------- |
| gewonnen finales |            |             |            |                        |                             |          |         |
| geen             |            |             |            |                        |                             |          |         |
| verloren finales |            |             |            |                        |                             |          |         |
| 1.               | 2020-08-09 | WTA Palermo | gravel     | Elisabetta Cocciaretto | Arantxa Rus Tamara Zidanšek | 5-7, 5-7 | details |

## Resultaten grandslamtoernooien
| Legenda | Legenda                          |
| ------- | -------------------------------- |
| g.t.    | geen toernooi gehouden           |
| l.c.    | lagere categorie                 |
| –       | niet deelgenomen                 |
| G       | uitgeschakeld in de groepsfase   |
| 1R      | uitgeschakeld in de eerste ronde |
| 2R      | uitgeschakeld in de tweede ronde |
| 3R      | uitgeschakeld in de derde ronde  |
| 4R      | uitgeschakeld in de vierde ronde |
| KF      | uitgeschakeld in de kwartfinale  |
| HF      | uitgeschakeld in de halve finale |
| F       | de finale verloren               |
| W       | het toernooi gewonnen            |
| w-v     | winst/verlies-balans             |

### Enkelspel
| toernooi        | 2020 | 2021 | 2022 | 2023 | 2024 |
| --------------- | ---- | ---- | ---- | ---- | ---- |
| Australian Open | 1R   | 1R   | 2R   | 1R   | 2R   |
| Roland Garros   | KF   | 2R   | HF   | 1R   | 1R   |
| Wimbledon       | g.t. | 1R   | 1R   | 1R   | 1R   |
| US Open         | –    | 2R   | 1R   | 2R   |      |

### Vrouwendubbelspel
| toernooi        | 2021 | 2022 | 2023 | 2024 |
| --------------- | ---- | ---- | ---- | ---- |
| Australian Open | KF   | –    | 1R   | 1R   |
| Roland Garros   | 1R   | 1R   | 2R   | –    |
| Wimbledon       | –    | 1R   | 1R   | 1R   |
| US Open         | –    | –    | 1R   |      |